# Tratamiento antirreflejante

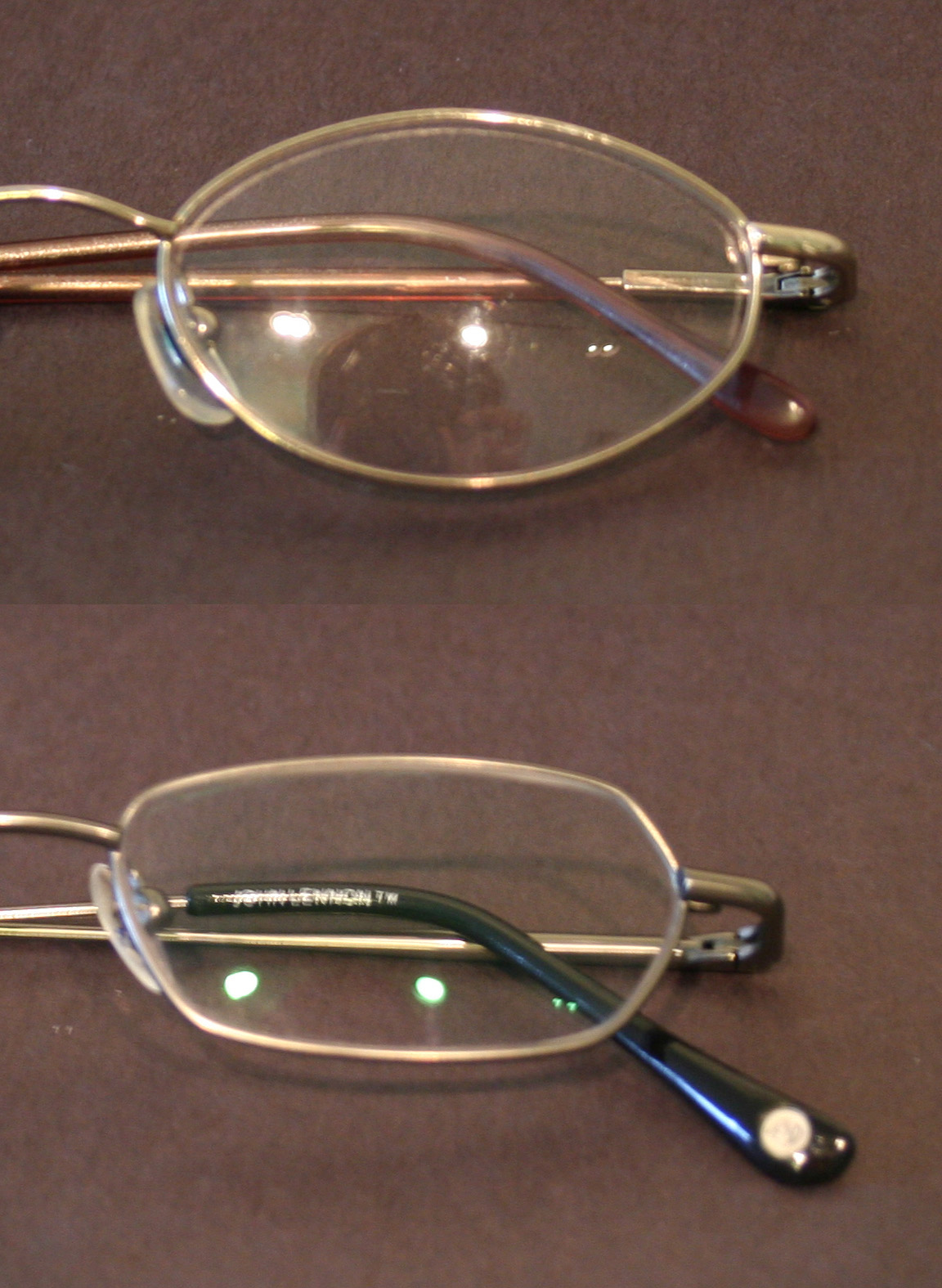
Supresíón de reflejos en lentes o gafas; superior sin tratamiento antirreflejante, inferior con tratamiento antirreflejante.

Bajo supresión de reflejos de una superficie de la lente se entiende el tratamiento de materiales transparentes efectuado para eliminar la reflexión en la superficie, de modo que sea mínima, por ello también se le conoce en óptica como tratamiento antirreflejante.

## Ventajas
Las ventajas al disminuir al máximo los reflejos, las gafas o lentes antirreflejantes, eliminan la visión con imágenes doble, evitan deslumbramientos e incrementan el contraste. Con ello, el usuario gana en comodidad, puede disfrutar de una visión más relajada y más limpia, disminuyendo la fatiga ocular.

## Procedimientos
Para obtener el tratamiento antirreflejante de vidrios se pueden emplear diferentes procesos:
- Efecto de ojos de polilla:[1] Debido a la estructuración de las superficies con configuraciones que son pequeñas a la longitud de onda de la luz se disminuye la reflexión

- Supresión de la reflexión: Este tratamiento consiste en aplicar sobre la superficie de la lente una capa de un material transparente cuyo índice de refracción tiene un valor intermedio entre el del aire y el del vidrio de la lente, y cuyo espesor es de 0,25 de la longitud de onda del componente de la luz cuya reflexión se quiere reducir. En estas condiciones, la luz incidente de esta frecuencia pasa toda al vidrio, porque las dos reflexiones que sufre (una en la superficie aire-recubrimiento y otra en la superficie recubrimiento-vidrio) están en oposición de fase y se interfieren cancelándose mutuamente.[2]

- Índice de refracción – Promedio: se aplica una capa delgada sobre el sustrato de vidrio, la que se selecciona con un índice de refracción que idealmente no refleja ninguna luz.

## Teoría

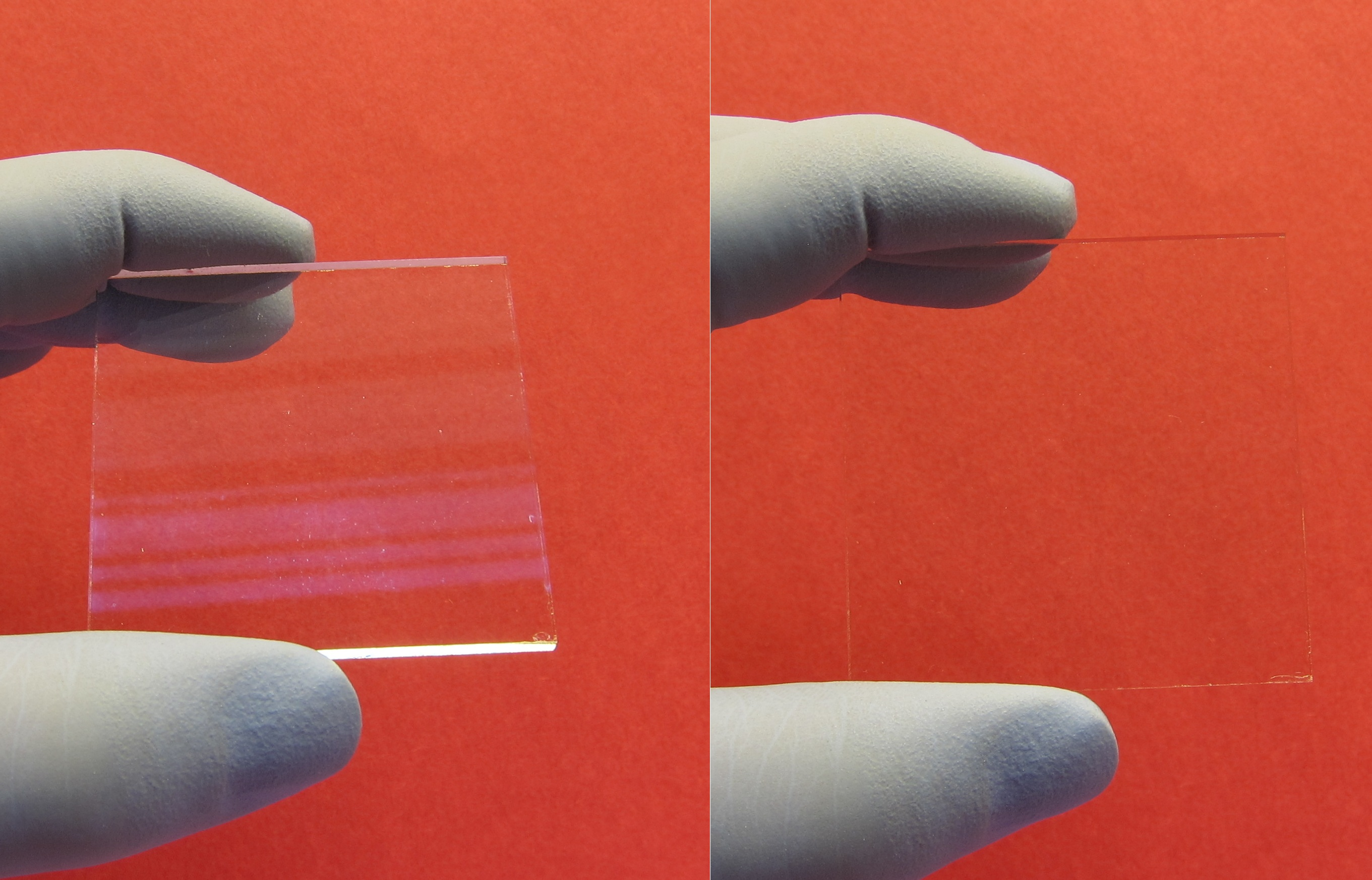
Un cristal con revestimiento antirreflectante, que se muestra con un ángulo de incidencia de la luz de 45 ° y 0 °

Hay dos causas separadas de efectos ópticos debido a los recubrimientos, a menudo llamados efectos de película gruesa y de película delgada. Los efectos de película gruesa surgen debido a la diferencia en el índice de refracción entre las capas por encima y por debajo del revestimiento (o película); en el caso más simple, estas tres capas son el aire, el revestimiento y el vidrio. Los recubrimientos de película gruesa no dependen del grosor del recubrimiento, siempre que el recubrimiento sea mucho más grueso que una longitud de onda de luz. Los efectos de película delgada surgen cuando el grosor del recubrimiento es aproximadamente el mismo que un cuarto o la mitad de una longitud de onda de luz. En este caso, los reflejos de una fuente de luz constante se pueden hacer para agregar destructivamentey por lo tanto reducir los reflejos mediante un mecanismo separado. Además de depender mucho del grosor de la película y la longitud de onda de la luz, los recubrimientos de película delgada dependen del ángulo en el que la luz incide en la superficie recubierta.

### Reflexión
Siempre que un rayo de luz se mueve de un medio a otro (por ejemplo, cuando la luz entra en un trozo de vidrio después de viajar a través del aire), una parte de la luz se refleja desde la superficie (conocida como interfaz) entre los dos medios. Esto se puede observar al mirar a través de una ventana, por ejemplo, donde se puede ver un reflejo (débil) de las superficies frontal y posterior del vidrio de la ventana. La fuerza de la reflexión depende de la relación de los índices de refracción de los dos medios, así como del ángulo de la superficie al haz de luz. El valor exacto se puede calcular utilizando las ecuaciones de Fresnel.
Cuando la luz se encuentra con la interfaz a incidencia normal (perpendicularmente a la superficie), la intensidad de la luz reflejada viene dada por el coeficiente de reflexión , o reflectancia , R :
{\displaystyle R=\left({\frac {n_{0}-n_{S}}{n_{0}+n_{S}}}\right)^{2},}
donde n0 y nS son los índices de refracción del primer y segundo medio respectivamente. El valor de R varía de 0 (sin reflexión) a 1 (toda la luz reflejada) y generalmente se expresa como un porcentaje. Complementario a R es el coeficiente de transmisión, o transmitancia, T. Si no se consideran la absorción y la dispersión, entonces el valor T es siempre 1 - R. Así, si un rayo de luz con intensidad I incide sobre la superficie, un rayo de intensidad RI se refleja, y un rayo con intensidad TI se transmite al medio.

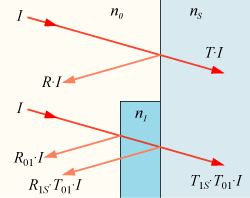
Reflexión y transmisión de una superficie revestida y sin revestir.

Para el caso simplificado de luz visible viajando desde el aire ( n0 ≈ 1.0) al vidrio común ( nS ≈ 1.5 ), el valor de R es 0.04, o 4%, en una sola reflexión. Entonces, como máximo, el 96% de la luz ( T = 1 - R = 0,96 ) realmente ingresa al vidrio y el resto se refleja desde la superficie. La cantidad de luz reflejada se conoce como pérdida por reflexión.
En el escenario más complicado de múltiples reflejos, digamos con la luz que viaja a través de una ventana, la luz se refleja tanto cuando se pasa del aire al vidrio como en el otro lado de la ventana cuando se pasa del vidrio al aire. El tamaño de la pérdida es el mismo en ambos casos. La luz también puede rebotar de una superficie a otra varias veces, reflejándose parcialmente y transmitiéndose parcialmente cada vez que lo hace. En total, el coeficiente de reflexión combinado viene dado por 2 R / (1 + R ) . Para el vidrio en el aire, esto es aproximadamente el 7,7%.

### Película de Rayleigh
Como observó Lord Rayleigh, una película delgada (como el deslustre) en la superficie del vidrio puede reducir la reflectividad. Este efecto puede explicarse imaginando una fina capa de material con índice de refracción n1 entre el aire (índice n0 ) y el vidrio (índice nS ). El rayo de luz ahora se refleja dos veces: una desde la superficie entre el aire y la capa delgada, y una vez desde la interfaz capa-vidrio.
A partir de la ecuación anterior y los índices de refracción conocidos, se pueden calcular las reflectividades para ambas interfaces, denominadas R01 y R1S respectivamente. La transmisión en cada interfaz es, por tanto, T01 = 1 - R01 y T1S = 1 - R1S. La transmitancia total en el vidrio es, por tanto, T1ST01. Calcular este valor para varios valores de n1, se puede encontrar que a un valor particular de índice de refracción óptimo de la capa, la transmitancia de ambas interfaces es igual, y esto corresponde a la transmitancia total máxima en el vidrio.
Este valor óptimo viene dado por la media geométrica de los dos índices circundantes:
{\displaystyle n_{1}={\sqrt {n_{0}n_{S}}}.}
Para el ejemplo del vidrio ( nS ≈ 1,5 ) en el aire ( n0 ≈ 1,0 ), este índice de refracción óptimo es n1 ≈ 1,225.
La pérdida de reflexión de cada interfaz es de aproximadamente el 1,0% (con una pérdida combinada del 2,0%) y una transmisión total T1S T01 de aproximadamente el 98%. Por lo tanto, un recubrimiento intermedio entre el aire y el vidrio puede reducir a la mitad la pérdida por reflexión.

### Recubrimientos de interferencia
El uso de una capa intermedia para formar un revestimiento antirreflectante puede considerarse análogo a la técnica de adaptación de impedancia de señales eléctricas. (Un método similar se usa en la investigación de fibra óptica, donde a veces se usa un aceite de igualación de índice para vencer temporalmente la reflexión interna total de modo que la luz pueda acoplarse dentro o fuera de una fibra). el proceso a varias capas de material, mezclando gradualmente el índice de refracción de cada capa entre el índice del aire y el índice del sustrato.
Sin embargo, los recubrimientos antirreflejos prácticos se basan en una capa intermedia no solo por su reducción directa del coeficiente de reflexión, sino que también utilizan el efecto de interferencia de una capa delgada. Suponga que el grosor de la capa se controla con precisión, de modo que es exactamente un cuarto de la longitud de onda de la luz en la capa ( λ / 4 = λ0/(4 n1 ), donde λ0 es la longitud de onda del vacío). La capa se denomina revestimiento de cuarto de onda. Para este tipo de revestimiento, un rayo normalmente incidente I, cuando se refleja desde la segunda interfaz, viajará exactamente la mitad de su propia longitud de onda más lejos que el haz reflejado desde la primera superficie, lo que provocará una interferencia destructiva. Esto también es cierto para capas de recubrimiento más gruesas (3λ / 4, 5λ / 4, etc.), sin embargo, el rendimiento antirreflectante es peor en este caso debido a la mayor dependencia de la reflectancia en la longitud de onda y el ángulo de incidencia.
Si las intensidades de los dos haces R1 y R2 son exactamente iguales, interferirán destructivamente y se cancelarán entre sí, ya que están exactamente desfasados. Por lo tanto, no hay una reflexión de la superficie, y toda la energía del haz debe estar en el rayo transmitido, T. En el cálculo de la reflexión de una pila de capas, se puede utilizar el método de matriz de transferencia.

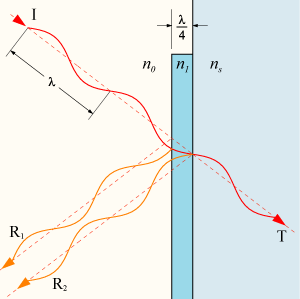
Interferencia en un recubrimiento antirreflectante de un cuarto de onda.

Los revestimientos reales no alcanzan un rendimiento perfecto, aunque son capaces de reducir el coeficiente de reflexión de una superficie a menos del 0,1%. Además, la capa tendrá el grosor ideal para una sola longitud de onda de la luz. Otras dificultades son encontrar materiales adecuados para su uso en vidrio ordinario, ya que pocas sustancias útiles tienen el índice de refracción necesario (n ≈ 1,225) que hará que ambos rayos reflejados sean exactamente iguales en intensidad. A menudo se utiliza el fluoruro de magnesio (MgF2), ya que es resistente y puede aplicarse fácilmente a los sustratos mediante deposición física de vapor, aunque su índice es más alto de lo deseable (n = 1,38).
Es posible reducir aún más el índice utilizando múltiples capas de revestimiento, diseñadas de tal manera que las reflexiones de las superficies sufran la máxima interferencia destructiva. Una forma de hacerlo es añadir una segunda capa de un cuarto de onda de espesor de mayor índice entre la capa de bajo índice y el sustrato. La reflexión de las tres interfaces produce interferencia destructiva y antirreflexión. Otras técnicas utilizan espesores variables de los revestimientos. Utilizando dos o más capas, cada una de ellas de un material elegido para dar la mejor coincidencia posible del índice de refracción y la dispersión deseados, suelen conseguirse revestimientos antirreflectantes de banda ancha que cubren la gama visible (400-700 nm) con reflectividades máximas inferiores al 0,5%.

### Interferencia en un revestimiento antirreflectante de cuarto de onda
Los recubrimientos reales no alcanzan un rendimiento perfecto, aunque son capaces de reducir el coeficiente de reflexión superficial a menos del 0,1%. Además, la capa tendrá el grosor ideal para una sola longitud de onda de luz distinta. Otras dificultades incluyen encontrar materiales adecuados para su uso en vidrio ordinario, ya que pocas sustancias útiles tienen el índice de refracción requerido ( n ≈ 1,23 ) que hará que ambos rayos reflejados tengan exactamente la misma intensidad. El fluoruro de magnesio (MgF 2 ) se utiliza a menudo, ya que es resistente y se puede aplicar fácilmente a los sustratos mediante deposición física de vapor , aunque su índice es más alto de lo deseable ( n = 1,38 ).
Es posible una mayor reducción mediante el uso de múltiples capas de revestimiento, diseñadas de manera que los reflejos de las superficies sufran una interferencia destructiva máxima. Una forma de hacer esto es agregar una segunda capa de índice más alto de un cuarto de onda de espesor entre la capa de índice bajo y el sustrato. El reflejo de las tres interfaces produce interferencias destructivas y antirreflejos. Otras técnicas utilizan diferentes espesores de los revestimientos. Al usar dos o más capas, cada una de un material elegido para dar la mejor coincidencia posible del índice de refracción y la dispersión deseados , se obtienen recubrimientos antirreflectantes de banda ancha que cubren el rango visible (400-700 nm) con reflectividades máximas inferiores al 0,5%. comúnmente alcanzable.
La naturaleza exacta del recubrimiento determina el aspecto de la óptica recubierta; Los recubrimientos AR comunes en anteojos y lentes fotográficos a menudo se ven algo azulados (ya que reflejan un poco más de luz azul que otras longitudes de onda visibles), aunque también se usan recubrimientos teñidos de verde y rosa.
Si la óptica revestida se usa con una incidencia anormal (es decir, con rayos de luz no perpendiculares a la superficie), las capacidades antirreflejos se degradan. Esto ocurre porque la fase acumulada en la capa, relativa a la fase de la luz reflejada, inmediatamente disminuye a medida que aumenta el ángulo desde la normal. Esto es contrario a la intuición, ya que el rayo experimenta un mayor cambio de fase total en la capa que para la incidencia normal. Esta paradoja se resuelve observando que el rayo saldrá de la capa desplazado espacialmente desde donde entró e interferirá con los reflejos de los rayos entrantes que tuvieron que viajar más lejos (acumulando así más fase propia) para llegar a la interfaz. El efecto neto es que la fase relativa se reduce realmente, desplazando el revestimiento, de modo que la banda antirreflectante del revestimiento tiende a moverse a longitudes de onda más cortas a medida que se inclina la óptica. Los ángulos de incidencia anormales también suelen hacer que la reflexión sea dependiente de la polarización .

### Recubrimientos texturizados
La reflexión se puede reducir texturizando la superficie con pirámides 3D o ranuras 2D (rejillas). Este tipo de revestimiento texturizado se puede crear utilizando, por ejemplo, el método Langmuir-Blodgett.
Si la longitud de onda es mayor que el tamaño de la textura, la textura se comporta como una película de índice de degradado con reflejos reducidos. Para calcular la reflexión en este caso, se pueden utilizar aproximaciones medias efectivas . Para minimizar la reflexión, se han propuesto varios perfiles de pirámides, como perfiles cúbicos, quínticos o exponenciales integrales.
Si la longitud de onda es menor que el tamaño de la textura, la reducción de la reflexión se puede explicar con la ayuda de la aproximación de la óptica geométrica : los rayos deben reflejarse muchas veces antes de que se envíen de regreso hacia la fuente. En este caso, la reflexión se puede calcular mediante trazado de rayos .
El uso de textura también reduce la reflexión para longitudes de onda comparables con el tamaño de la función. En este caso, ninguna aproximación es válida y la reflexión se puede calcular resolviendo numéricamente las ecuaciones de Maxwell .
Las propiedades antirreflectantes de las superficies texturizadas se discuten bien en la literatura para una amplia gama de relaciones de tamaño a longitud de onda (incluidos los límites de onda larga y corta) para encontrar el tamaño de textura óptimo.

## Usos
Los revestimientos antirreflectantes se utilizan a menudo en los objetivos de las cámaras, dando a los elementos del objetivo colores distintivos.
Los recubrimientos antirreflectantes se utilizan en una amplia variedad de aplicaciones donde la luz pasa a través de una superficie óptica y se desea una baja pérdida o una baja reflexión. Los ejemplos incluyen recubrimientos antirreflejos en lentes correctivos y elementos de lentes de cámaras, y recubrimientos antirreflectantes en células solares.

### Lentes correctivos
Los ópticos pueden recomendar «lentes antirreflejos» porque la disminución del reflejo mejora la apariencia cosmética de las lentes. A menudo se dice que tales lentes reducen el deslumbramiento , pero la reducción es muy leve. [2] La eliminación de los reflejos permite que pase un poco más de luz, lo que produce un ligero aumento en el contraste y la agudeza visual.
Las lentes oftálmicas antirreflectantes no deben confundirse con las lentes polarizadas , que disminuyen (por absorción) el resplandor visible del sol reflejado en superficies como arena, agua y carreteras. El vocablo «antirreflectante» se refiere al reflejo de la superficie de la lente en sí, no al origen de la luz que llega a la lente.
Muchas lentes antirreflejos incluyen un recubrimiento adicional que repele el agua y la grasa, lo que facilita su limpieza. Los recubrimientos antirreflejos son particularmente adecuados para lentes de índice alto , ya que reflejan más luz sin el recubrimiento que una lente de índice más bajo (una consecuencia de las ecuaciones de Fresnel ). Por lo general, también es más fácil y económico recubrir lentes de índice alto.

### Fotolitografía
Los recubrimientos antirreflectantes (ARC) se utilizan a menudo en fotolitografía microelectrónica para ayudar a reducir las distorsiones de la imagen asociadas con los reflejos de la superficie del sustrato. Se aplican diferentes tipos de recubrimientos antirreflectantes antes (Bottom ARC o BARC) o después de la fotorresistencia, y ayudan a reducir las ondas estacionarias, la interferencia de película delgada y los reflejos especulares.